# Kontraktsprost
En kontraktsprost är en uppgift som en präst kan ha inom vissa kristna samfund.

## Svenska kyrkan
Kontraktsprosten utses av stiftets biskop att ha överinseende över och samordna det kyrkliga arbetet inom ett kontrakt. Kontraktsprosten kan av biskopen delegeras att förrätta visitation, välkomnande av nya kyrkoherdar och invigning av kyrkorum. I Svenska kyrkan är kontraktsprosten församlingspräst och ofta även kyrkoherde.

## Evangelisk-lutherska kyrkan i Finland
Evangelisk-lutherska kyrkan i Finland är uppdelad i församlingar, var och en med sin kyrkoherde. Församlingarna är i sin tur samlade i prosterier, som samarbetar i olika frågor. Tidigare valde prästerna och lektorerna inom prosteriet en av kyrkoherdarna till kontraktsprost (finska: lääninrovasti; bokst. svenska: länsprost, trots att det inte funnits några län i kyrkan och inte heller några län i Finland på statlig nivå efter 2009) för en sexårsperiod. Numera utser domkapitlet en av kyrkoherdarna till uppgiften för en fyraårsperiod.
Kontraktsprosten leder och koordinerar arbetet i prosteriet. Vissa av kontraktsprostens uppgifter är lagstadgade, som att ordna val till olika kyrkliga tjänster och organ (t.ex. biskop, assessor), medan andra uppgifter kan variera lokalt beroende på hur nära samarbete församlingarna önskar. 
Kontraktsprosten är också en kontaktlänk mellan stiftet och biskopen å ena sidan och prosteriet å den andra. 
Tidigare var domprosten självskriven kontraktsprost i domprosteriet, men så är inte längre fallet.

## Engelska kyrkan
Engelska kyrkan är uppdelad i församlingar, var och en med sin kyrkoherde. Församlingarna är i sin tur samlade i dekanat (deaneries) var och en med sin dekan, vilka i sin tur är samlade i arkidiakonat (archdeaconries) var och en med sin ärkediakon.

## Romersk-katolska kyrkan
Katolska kyrkans motsvarighet till kontraktsprost kallas dekan; svenska kyrkans kontrakt motsvaras där av dekanat.